# Acapulco Dorado
El Acapulco Dorado es una de las tres zonas turísticas en que se divide la ciudad de Acapulco, Guerrero, México. Tuvo su desarrollo entre la década de 1960 y la década de 1980, y se encuentra a unos 25 minutos del Aeropuerto Internacional de Acapulco. 
Es la zona que presenta más afluencia turística en el puerto, recorre gran parte de la bahía de Acapulco, desde Icacos, pasando por la avenida Costera Miguel Alemán, que es la principal vía de comunicación del puerto, hasta el parque Papagayo, es donde se concentra la mayor cantidad de cuartos de hotel, la zona hotelera y condominios residenciales. Cuenta con varios hoteles y disponibilidad en ellos. Dentro de esta zona se encuentran los fraccionamientos Magallanes, parte del de Farallón (sur), Club Deportivo, parte de Costa Azul (sur), la Colonia Icacos, Prolongación Icacos, Icacos Norte y la Base Naval.

## Sitios de interés
Dentro de los puntos turísticos o de interés de esta zona se encuentran:
- Parque Ignacio Manuel Altamirano (Parque Papagayo)
- Asta de la Bandera de México (frente al Parque Papagayo)
- Glorieta de la Diana Cazadora
- Glorieta del Centro Internacional Acapulco
- Centro Internacional Acapulco
- Paradise Bungy Acapulco
- El Rollo (Antes el CICI).
- Instituto Guerrerense de la Cultura (Casa de la Cultura)
- Club de Golf de Acapulco
- Base Naval de Acapulco

Sitios de interés
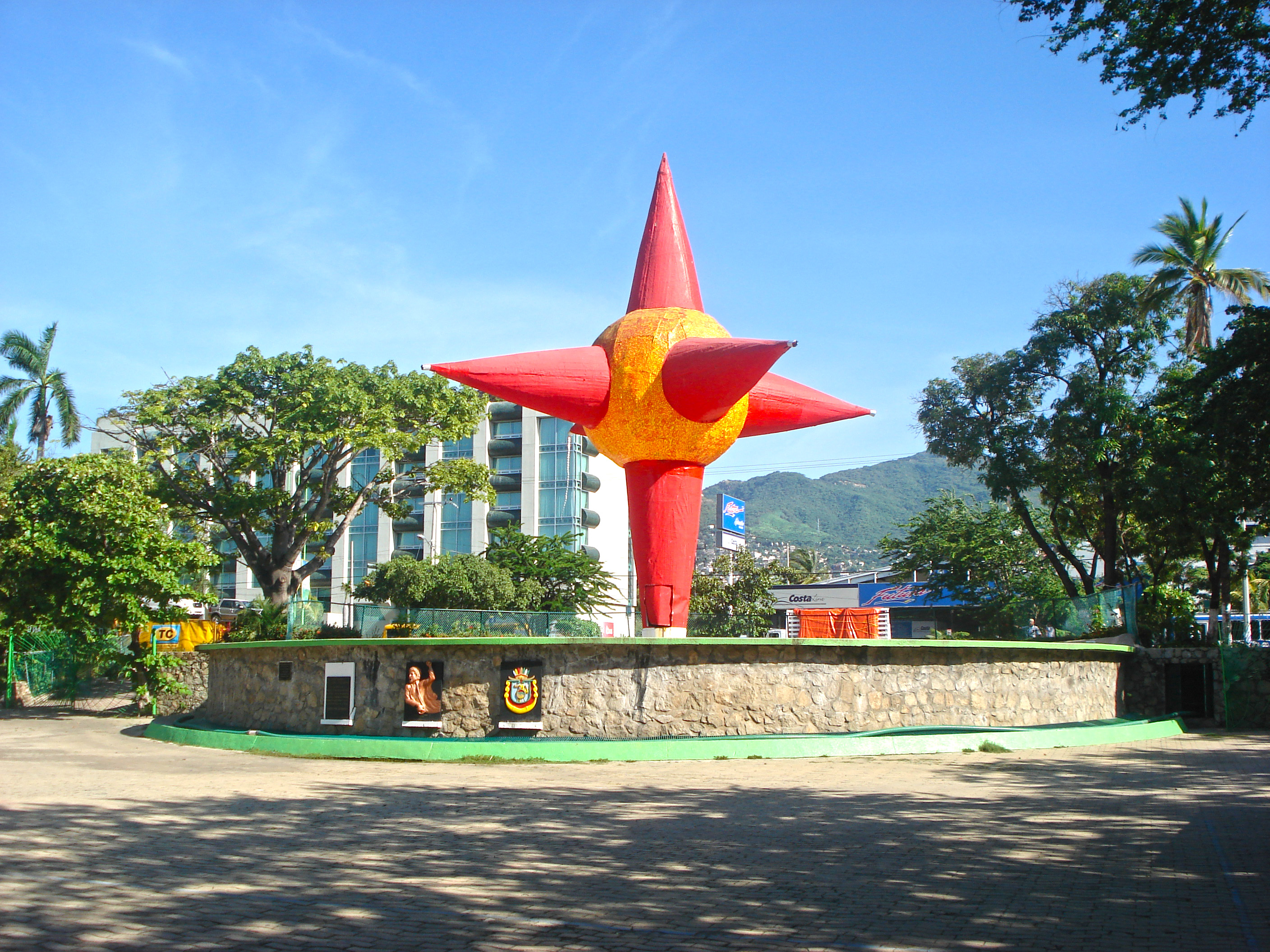
Parque Papagayo.
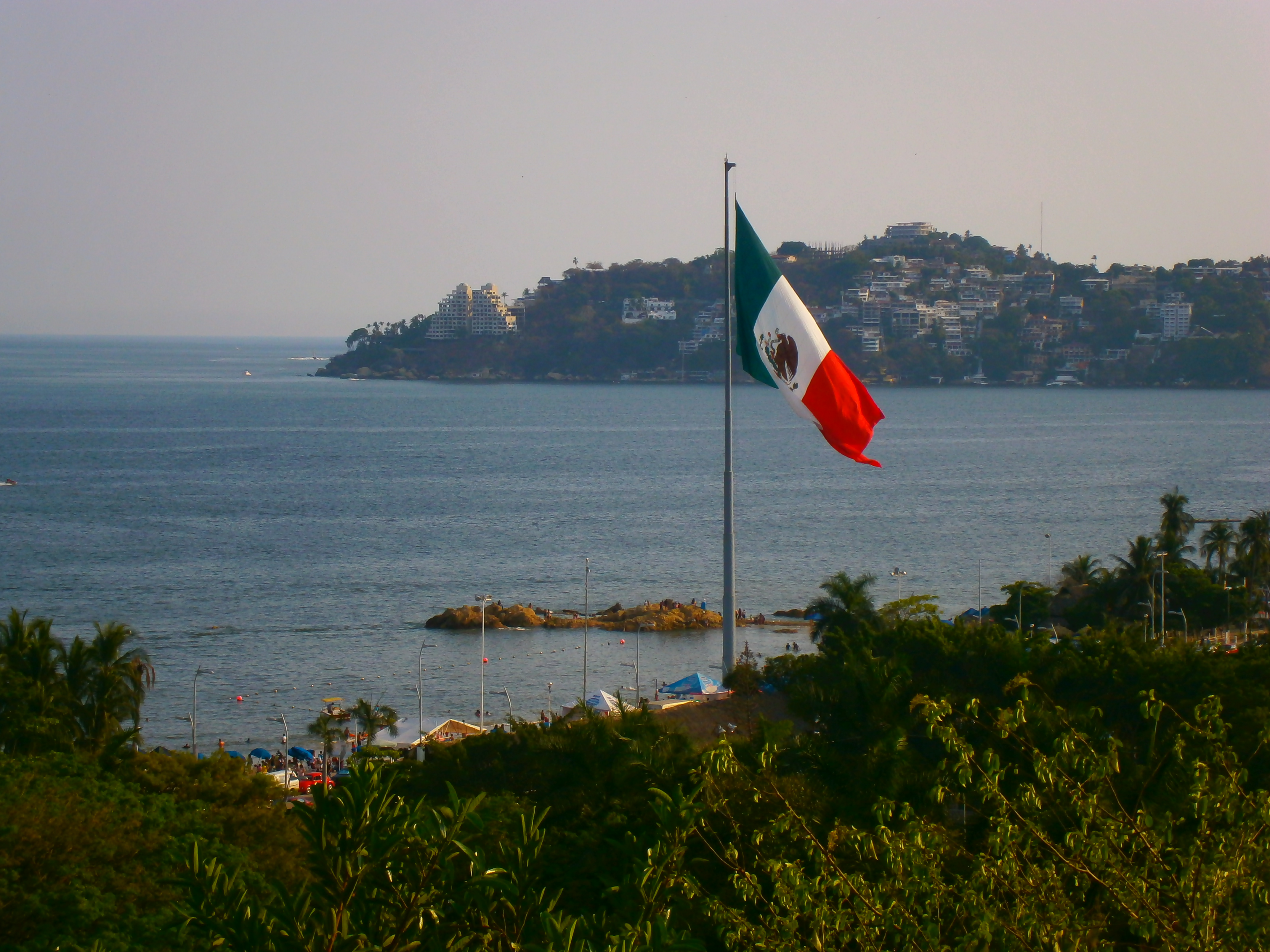
Asta de la Bandera de México.
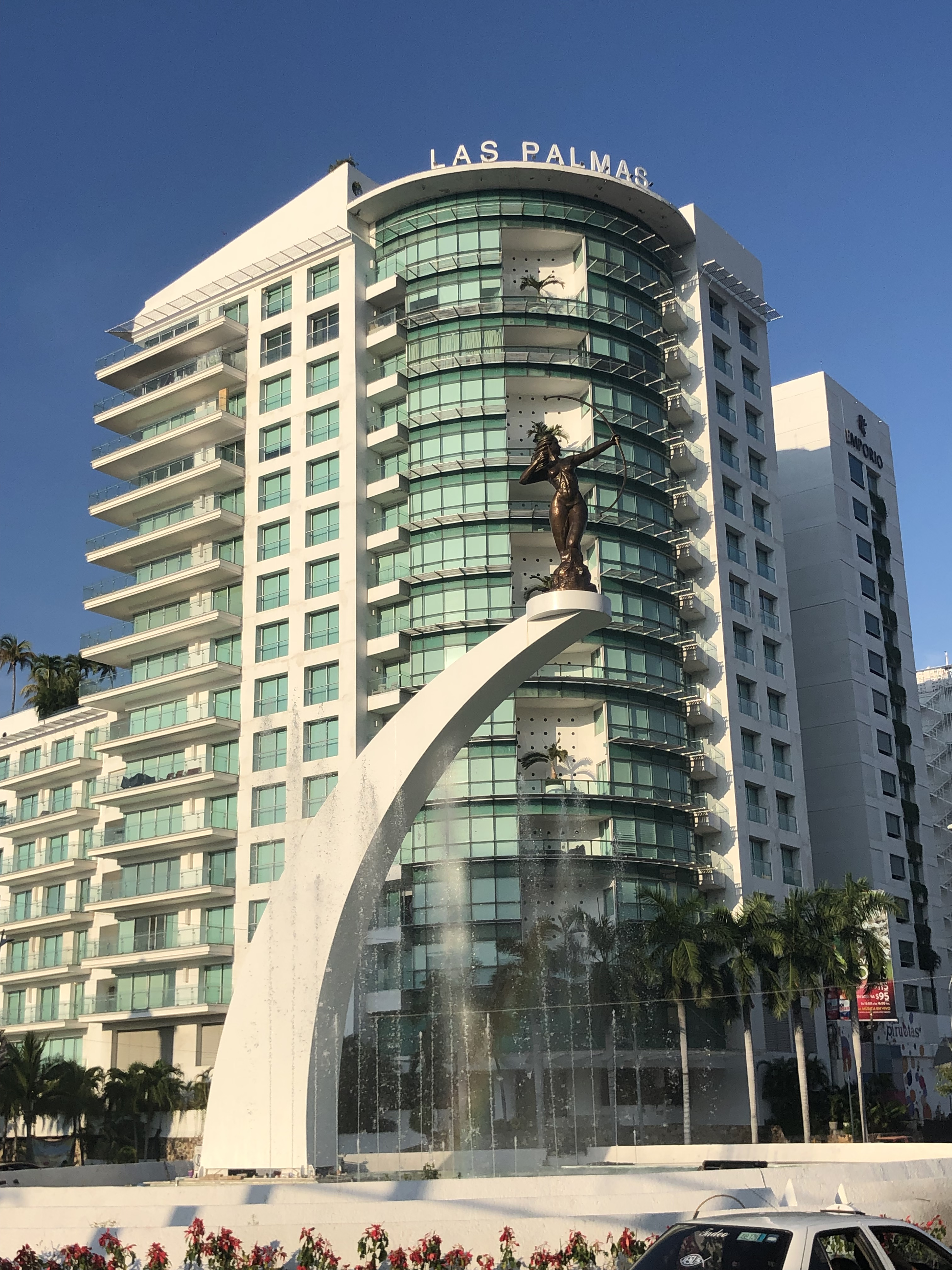
Glorieta de la Diana Cazadora.
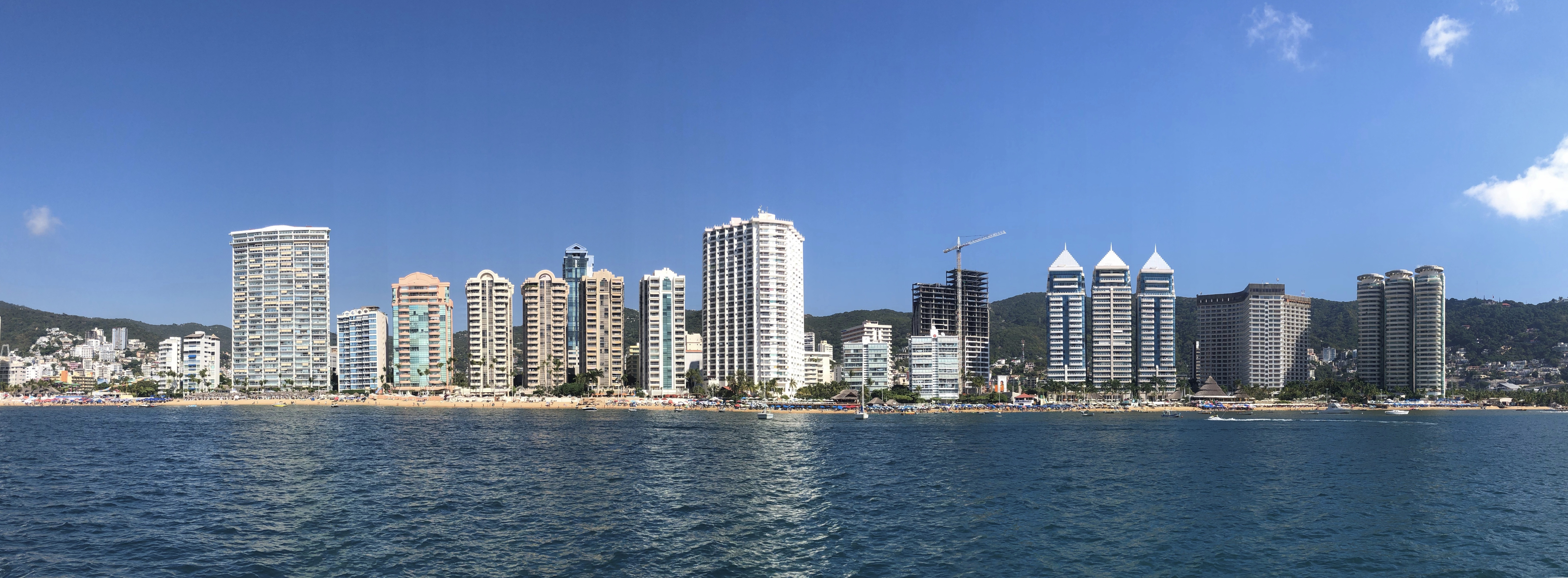
Zona hotelera.
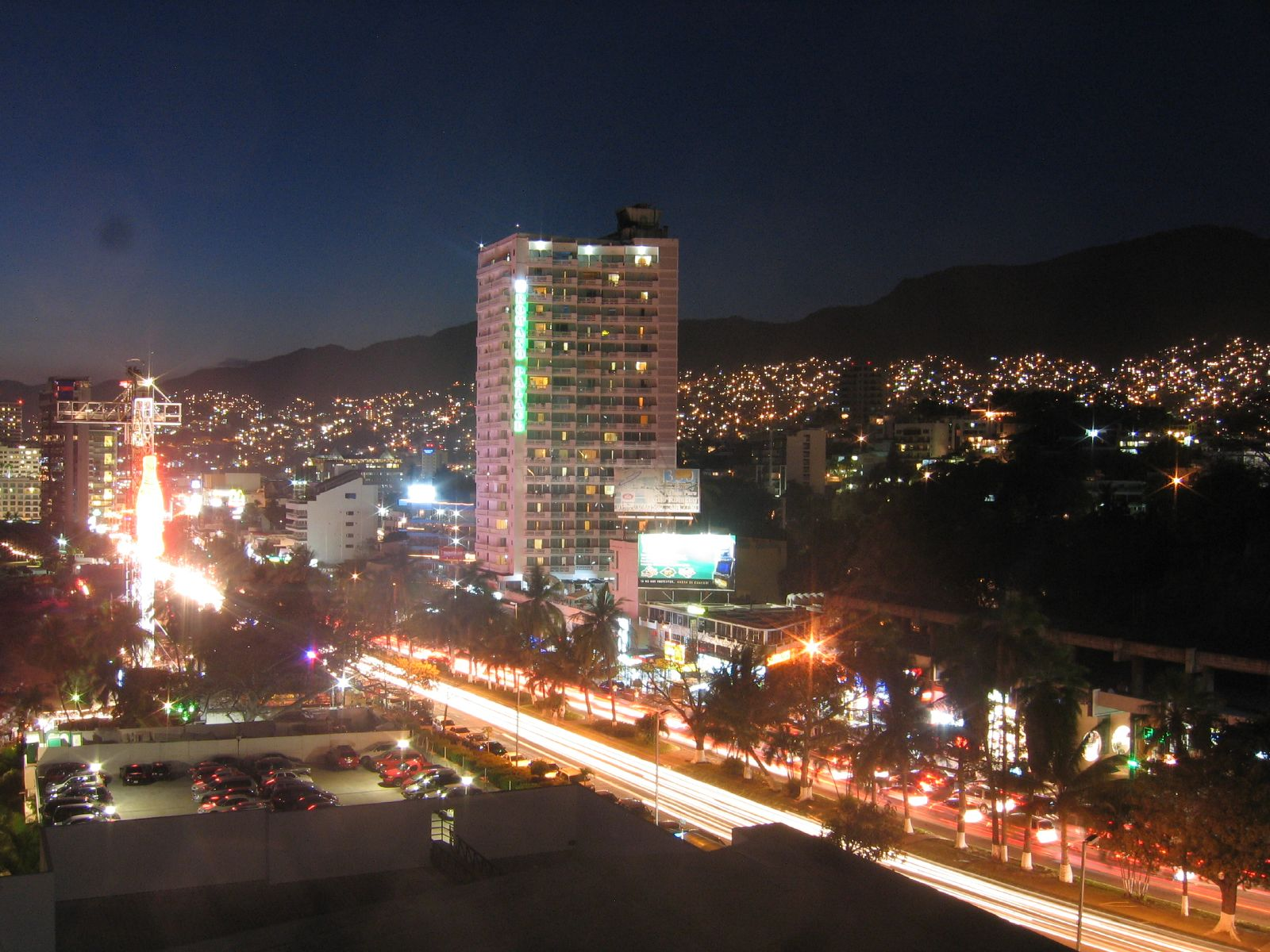
Zona de la Condesa.
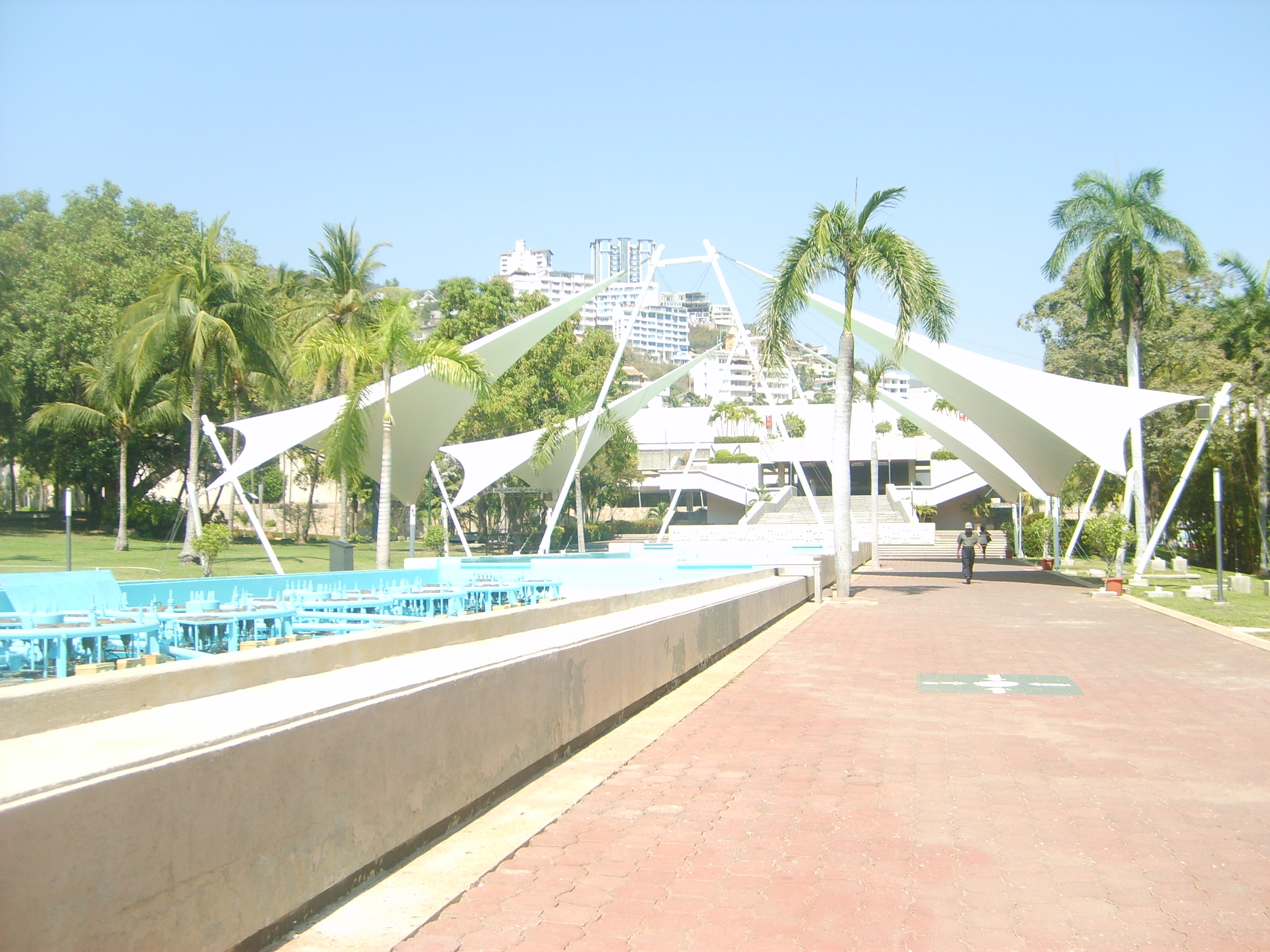
Centro Internacional Acapulco.
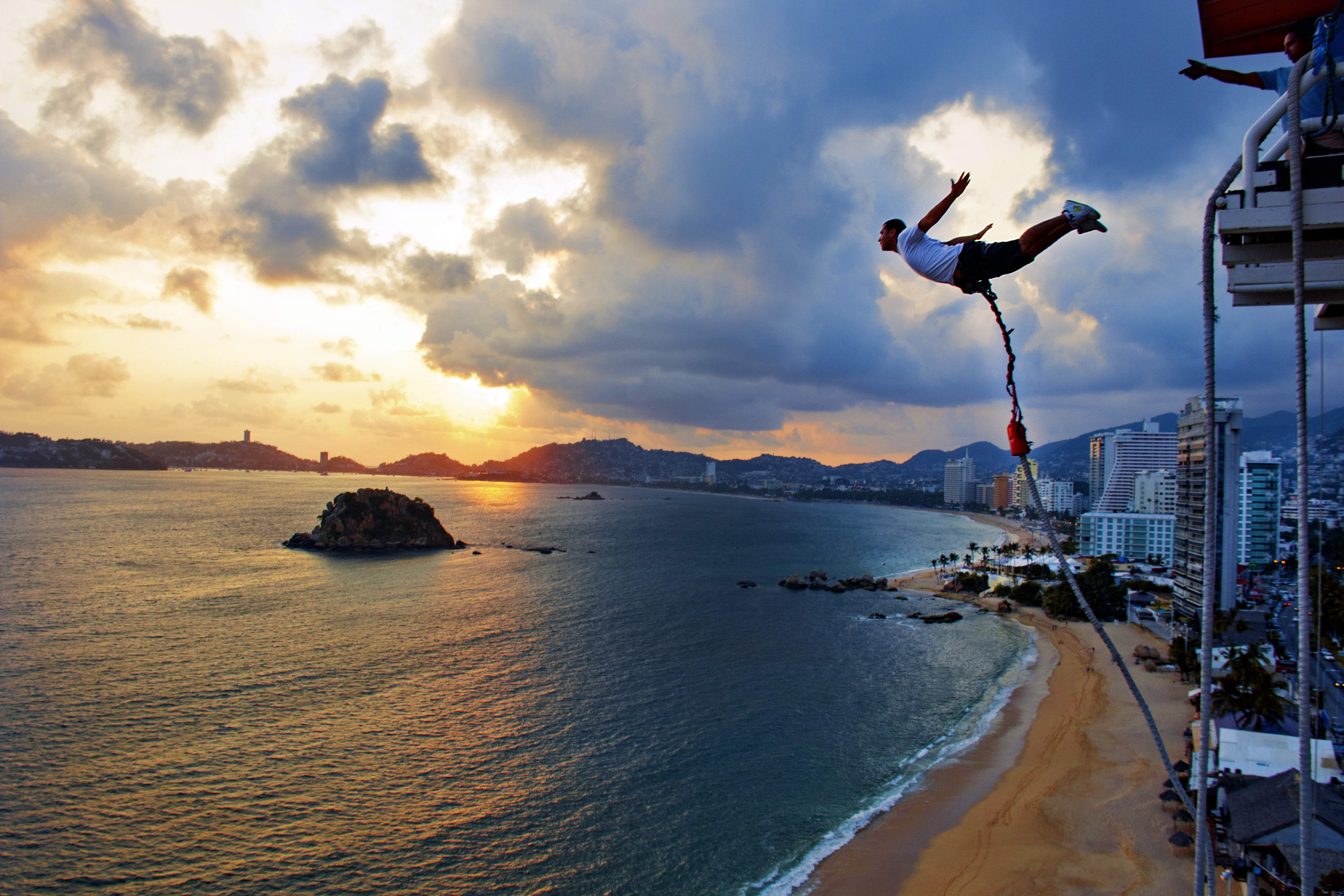
Paradise Bungy Acapulco.
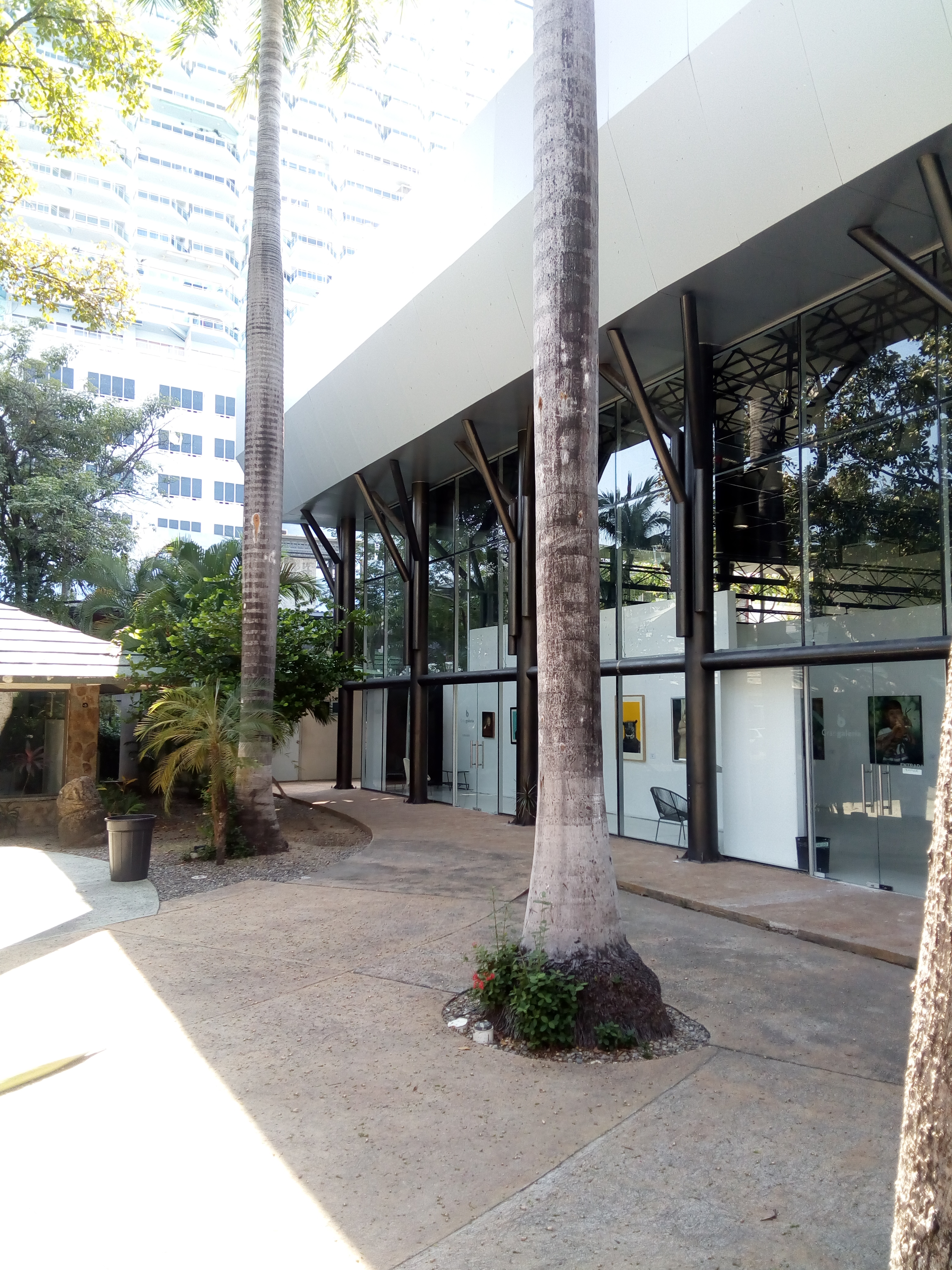
Casa de la Cultura.

### Playas
- Hornos
- Playa El Morro.
- La Condesa
- Icacos

Playas
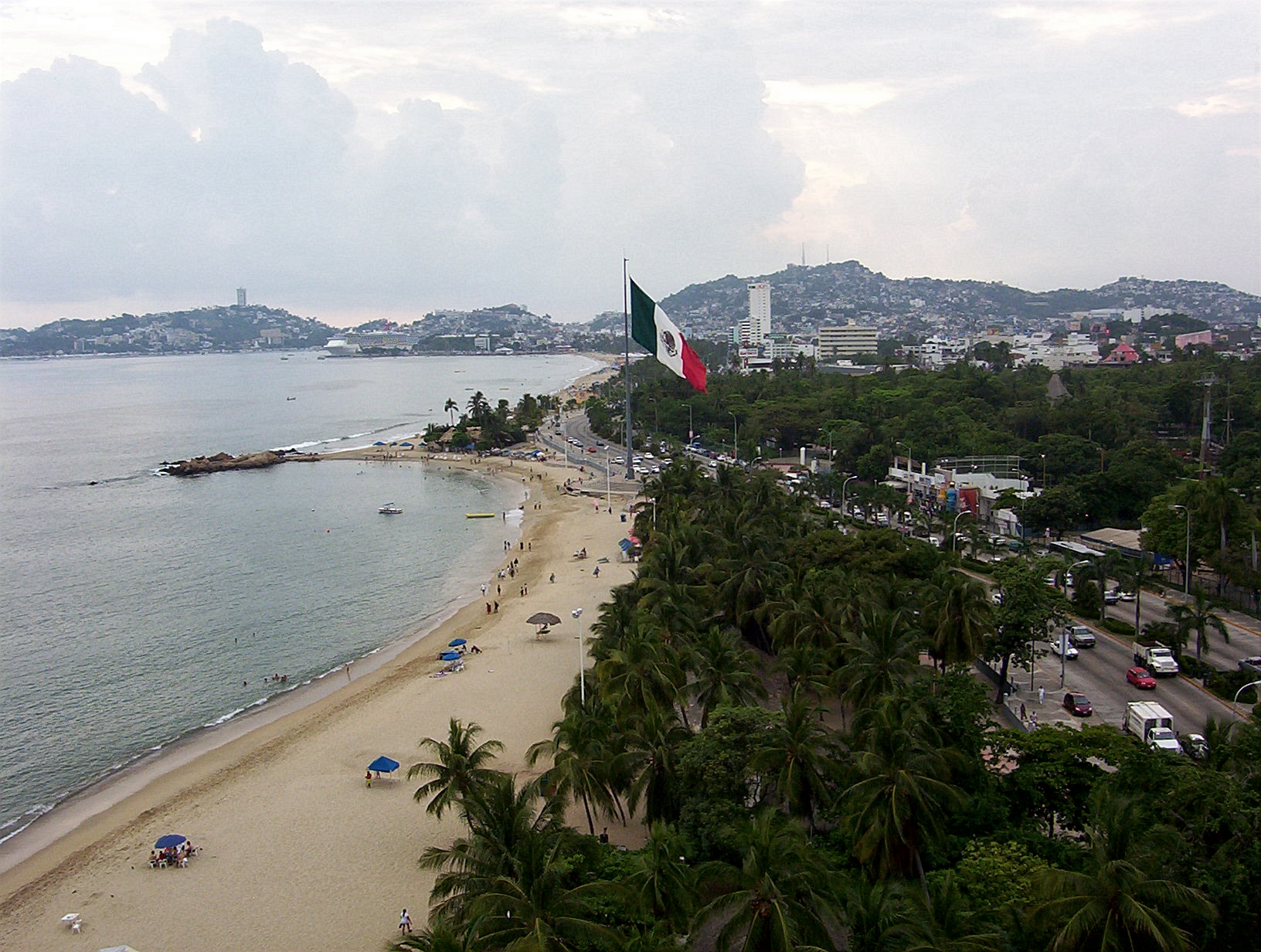
Hornos.
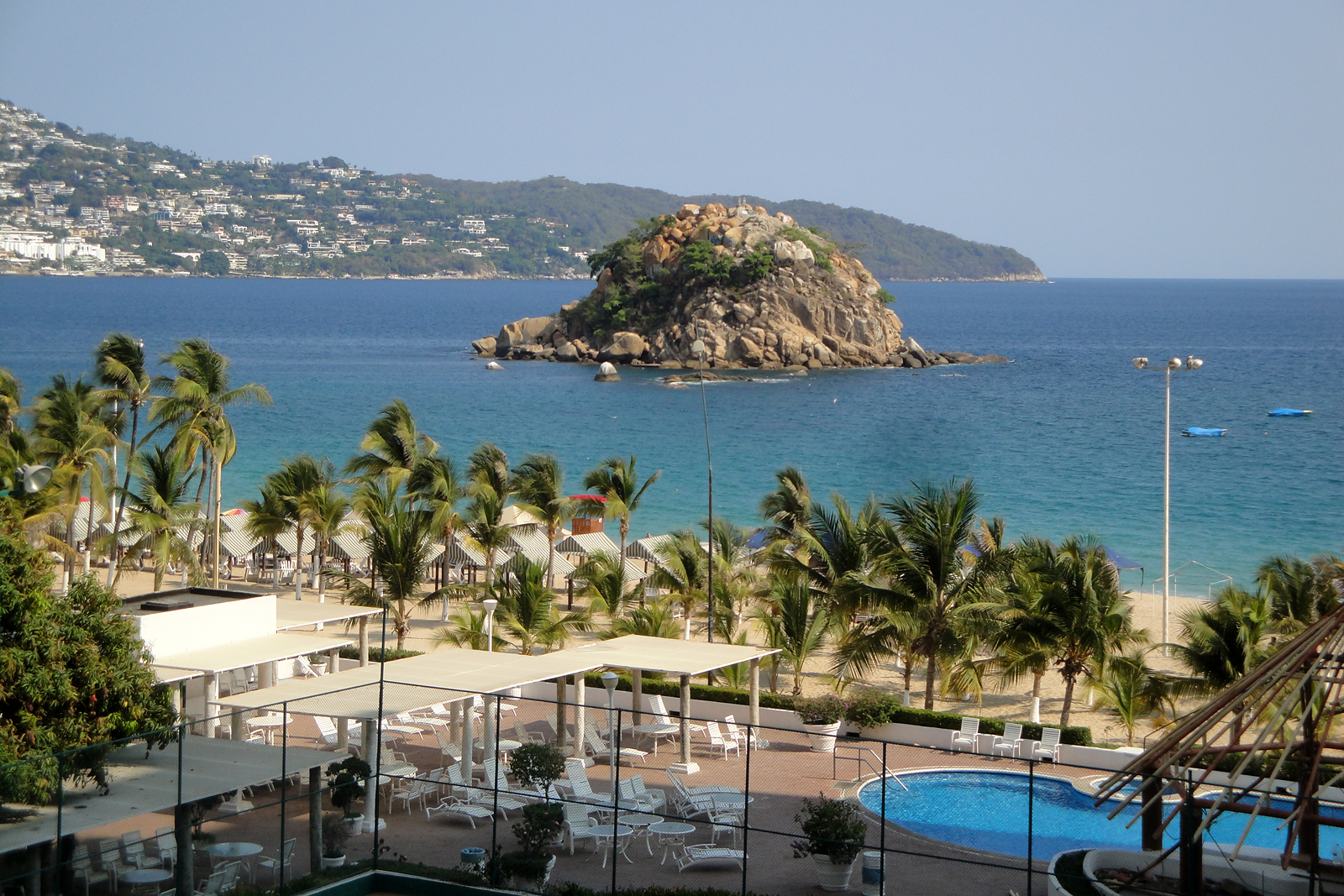
El Morro.
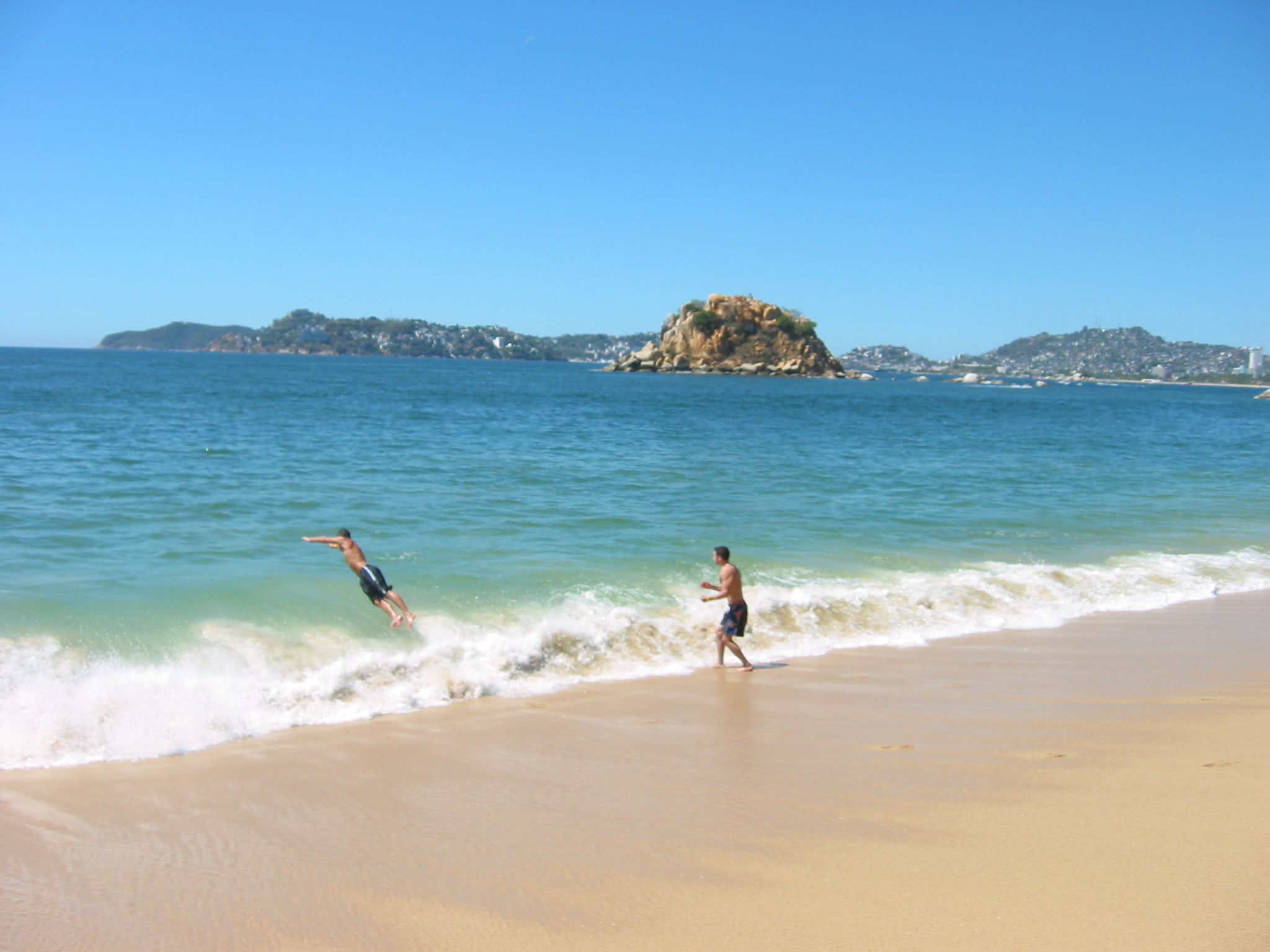
La Condesa.
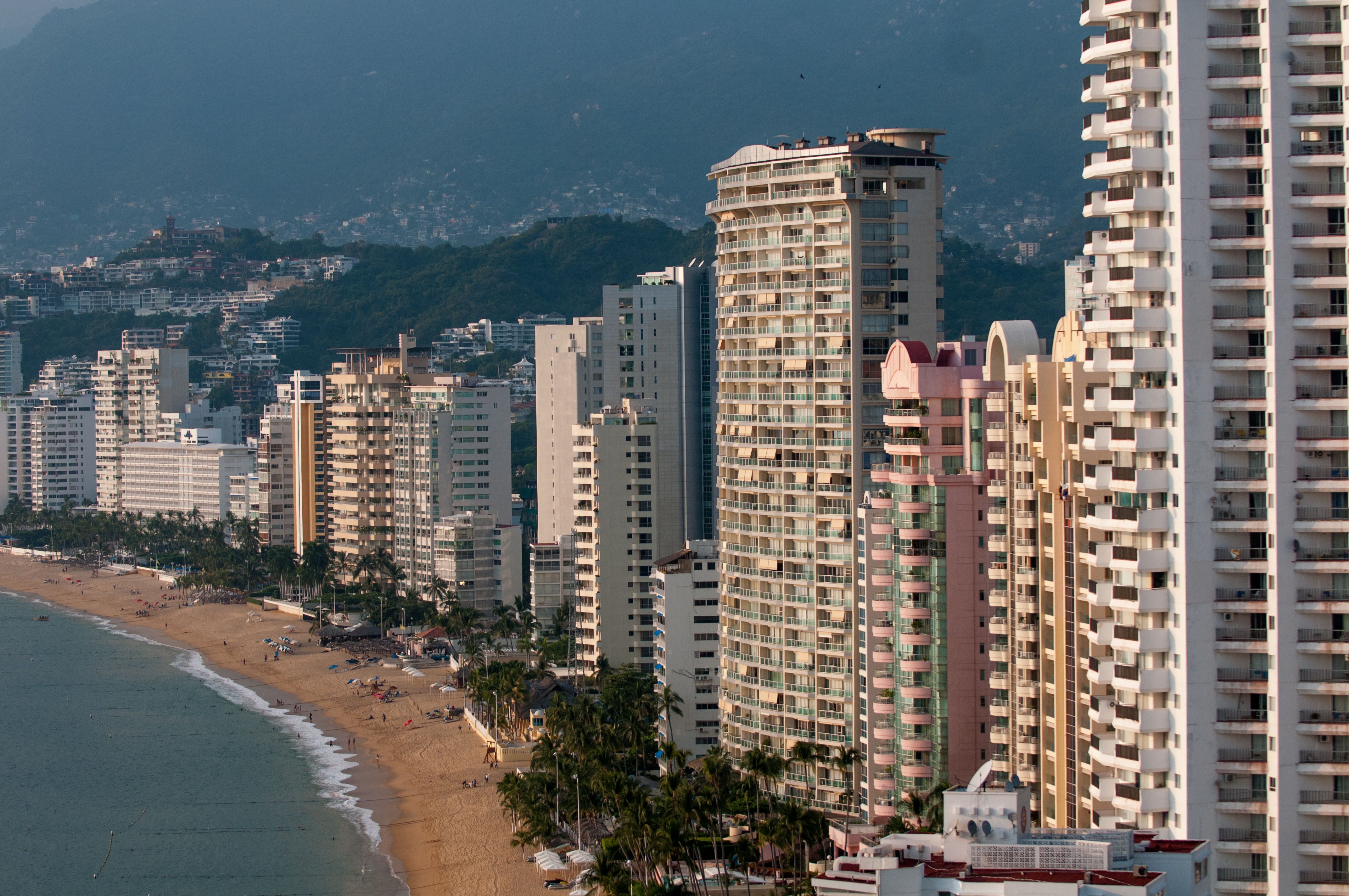
Icacos.